# Прекопа (Штригова)
Прекопа је насељено место у саставу општине Штригова у Међимурској жупанији, Република Хрватска.

## Историја
До територијалне реорганизације у Хрватској налазила се у саставу старе општине Чаковец.

## Становништво
На попису становништва 2011. године, Прекопа је имала 234 становника.

## Попис1991.
На попису становништва 1991. године, насељено место Прекопа је имало 265 становника, следећег националног састава:
| Попис 1991.‍ | Попис 1991.‍ | Попис 1991.‍ | Попис 1991.‍ | Попис 1991.‍ |
| ----------- | ----------- | ----------- | ----------- | ----------- |
|             |             |             |             |             |
| Хрвати      | Хрвати      |             | 254         | 95,84%      |
| Словенци    | Словенци    |             | 9           | 3,39%       |
| Мађари      | Мађари      |             | 1           | 0,37%       |
| непознато   | непознато   |             | 1           | 0,37%       |
| укупно: 265 |             |             |             |             |